# Lijst van voetbalinterlands Costa Rica - Sovjet-Unie
Deze lijst van voetbalinterlands is een overzicht van alle officiële voetbalwedstrijden tussen de nationale teams van Costa Rica en de Sovjet-Unie. De landen speelden een keer tegen elkaar: een vriendschappelijke wedstrijd op 22 februari 1990 in Los Angeles (Verenigde Staten)

## Wedstrijden
| № | Plaats      | Datum            | Competitie        | Wedstrijd                | Uitslag |
| - | ----------- | ---------------- | ----------------- | ------------------------ | ------- |
| 1 | Los Angeles | 22 februari 1990 | Vriendschappelijk | Sovjet-Unie – Costa Rica | 2 – 1   |

## Samenvatting
| Competitie        | Totaal gespeeld | Winst Costa Rica | Gelijk | Winst Sovjet-Unie | Doelsaldo Costa Rica – Sovjet-Unie |
| ----------------- | --------------- | ---------------- | ------ | ----------------- | ---------------------------------- |
| Vriendschappelijk | 1               | 0                | 0      | 1                 | 1 − 2                              |
| Totaal            | 1               | 0                | 0      | 1                 | 1 − 2                              |

Wedstrijden bepaald door strafschoppen worden, in lijn met de FIFA, als een gelijkspel gerekend.

## Details

### Eerste ontmoeting
| Vriendschappelijk (Los Angeles, Verenigde Staten, 22 februari 1990): |              | |
| Sovjet-Unie | 2 – 1        | Costa Rica |
| Gennadi Litovtsjenko 68' Fjodor Tsjerenkov 78' | goals        | 34' Juan Cayasso |
| Valeri Lobanovski | bondscoach   | Bora Milutinović |
| Viktor Tsjanov Oleh Loezjny Oleh Koeznetsov Achrik Tsveiba Andrej Zygmantovitsj 70' Vasyl Rats Fjodor Tsjerenkov Gennadi Litovtsjenko Ivan Jaremtsjoek 65' Oleg Protasov Sergej Rodionov 60' | opstellingen | Luis Gabelo Conejo 46' Geovanny Jara Róger Flores 55' Héctor Marchena Alexis Camacho Marvin Obando Germán Chavarría Juan Cayasso Enrique Díaz Hernán Medford Evaristo Coronado |
| Igor Kolyvanov 60' Vladimir Tatartsjoek 65' Vladimir Tischenko 70' | wissels      | 46' Álvaro Solano 55' Luis Marín |
| - Germán Chavarría mist namens Costa Rica een strafschop in de 86ste minuut. - Debuut van Achrik Tsveiba (Dinamo Kiev) voor de Sovjet-Unie.                                                  |              | |